# Halichondria moorei
Halichondria moorei är en svampdjursart som beskrevs av Patricia R. Bergquist 1961. Halichondria moorei ingår i släktet Halichondria och familjen Halichondriidae. Inga underarter finns listade i Catalogue of Life.